# 하이메 카밀
하이메 카밀(Jaime Camil, 1973년 7월 22일 ~ )은 멕시코의 배우이다.

## 출연 작품
- 리틀 비치스 (2018)
- 코코 (2017)
- 제인 더 버진 시즌2 (2015)
- 제인 더 버진 시즌1 (2014)
- 엘사 앤 프레드 (2014)
- 풀링 스트링스 (2013)
- 200 카타스 (2013)
- 살반도 알 솔다도 페레즈 (2011)
- 세븐 데이즈 (2005)
- 자파타 (2004)
- 핑크 펀치 (2004)